# Oleksandr Kučer
Oleksandr Mykolajovyč Kučer (in ucraino Олександр Миколайович Кучер?; Charkiv, 22 ottobre 1982) è un allenatore di calcio ed ex calciatore ucraino, di ruolo difensore, tecnico del Čornomorec'.

## Carriera

### Club
È cresciuto nelle giovanili dell'Arsenal Charkiv, squadra in cui ha militato dal 2000 al 2002 collezionando 59 presenze e 5 gol. Nel 2002 passa al Metalurh Donetsk dove non gioca quasi mai, venendo mandato in prestito prima al Charkiv (nel 2002-2003 e nel 2004-2005) e poi al Banants Erevan (nel 2003-2004).
Nel 2005-2006 approda al Metalist per poi passare allo Shakhtar Donetsk che lo ha acquistato nell'estate del 2006. Con lo Shakhtar ha conquistato la Coppa UEFA 2008-2009.

### Nazionale
Viene convocato per gli Europei 2016 in Francia.

## Statistiche

### Statistiche da allenatore
Statistiche aggiornate al 18 febbraio 2023. In grassetto la competizione vinta.
| Stagione                | Squadra                 | Campionato              | Campionato | Campionato | Campionato | Campionato | Coppe nazionali | Coppe nazionali | Coppe nazionali | Coppe nazionali | Coppe nazionali | Coppe continentali | Coppe continentali | Coppe continentali | Coppe continentali | Coppe continentali | Altre coppe | Altre coppe | Altre coppe | Altre coppe | Altre coppe | Totale | Totale | Totale | Totale | % Vittorie | Piazzamento |
| Stagione                | Squadra                 | Comp                    | G          | V          | N          | P          | Comp            | G               | V               | N               | P               | Comp               | G                  | V                  | N                  | P                  | Comp        | G           | V           | N           | P           | G      | V      | N      | P      | %          | Piazzamento |
| ----------------------- | ----------------------- | ----------------------- | ---------- | ---------- | ---------- | ---------- | --------------- | --------------- | --------------- | --------------- | --------------- | ------------------ | ------------------ | ------------------ | ------------------ | ------------------ | ----------- | ----------- | ----------- | ----------- | ----------- | ------ | ------ | ------ | ------ | ---------- | ----------- |
| 2020-2021               | Metalist                | DL                      | 22+1       | 20+1       | 0          | 2          | KU              | 1               | 0               | 0               | 1               | -                  | -                  | -                  | -                  | -                  | -           | -           | -           | -           | -           | 24     | 21     | 0      | 3      | 87,50      | 1°          |
| 2021-2022               | Metalist                | 2L                      | 20         | 17         | 2          | 1          | KU              | 4               | 4               | 0               | 0               | -                  | -                  | -                  | -                  | -                  | -           | -           | -           | -           | -           | 24     | 21     | 2      | 1      | 87,50      | [ 3 ]       |
| Totale Metalist Charkiv | Totale Metalist Charkiv | Totale Metalist Charkiv | 42+1       | 37+1       | 2          | 3          |                 | 5               | 4               | 0               | 1               |                    | -                  | -                  | -                  | -                  |             | -           | -           | -           | -           | 48     | 42     | 2      | 4      | 87,50      |             |
| 2022-2023               | Dnipro-1                | PL                      | 30         | 21         | 4          | 5          | -               | -               | -               | -               | -               | UEL+UECL           | 2+8                | 0+3                | 0+2                | 2+3                | -           | -           | -           | -           | -           | 40     | 24     | 6      | 10     | 60,00      | 2º          |
| lug.-ago. 2023          | Dnipro-1                | PL                      | 3          | 1          | 1          | 1          | KU              | 0               | 0               | 0               | 0               | UCL+UEL            | 2+2                | 0                  | 1+1                | 1+1                | -           | -           | -           | -           | -           | 7      | 1      | 3      | 3      | 14,29      | Eson        |
| Totale Dnipro           | Totale Dnipro           | Totale Dnipro           | 33         | 22         | 4          | 6          |                 | 0               | 0               | 0               | 0               |                    | 14                 | 3                  | 4                  | 7                  |             | -           | -           | -           | -           | 47     | 25     | 9      | 13     | 53,19      |             |
| mar.-giu. 2025          | Čornomorec'             | PL                      | 0          | 0          | 0          | 0          | KU              | -               | -               | -               | -               | -                  | -                  | -                  | -                  | -                  | -           | -           | -           | -           | -           | 0      | 0      | 0      | 0      | —          | Sub         |
| Totale carriera         | Totale carriera         | Totale carriera         | 76         | 60         | 7          | 9          |                 | 5               | 4               | 0               | 1               |                    | 14                 | 3                  | 4                  | 7                  |             | -           | -           | -           | -           | 95     | 67     | 11     | 17     | 70,53      |             |

## Palmarès

### Competizioni nazionali
- Campionato ucraino: 7

Shakhtar Donetsk: 2007-2008, 2009-2010, 2010-2011, 2011-2012, 2012-2013, 2013-2014, 2016-2017
- Coppa d'Ucraina: 6

Shakhtar Donetsk: 2007-2008, 2010-2011, 2011-2012, 2012-2013, 2015-2016, 2016-2017
- Supercoppa d'Ucraina: 6

Shakhtar Donetsk: 2008, 2010, 2012, 2013, 2014, 2015

### Competizioni internazionali
- Coppa UEFA: 1

Shakhtar Donetsk: 2008-2009

### Allenatore

#### Club
- Druha Liha: 1

Metal Charkiv: 2020-2021
- Perša Liha: 1

Metalist: 2021-2022